# Brazília elnöke
Brazília elnöke (portugálul: Presidente do Brasil) vagy egyszerűen a köztársasági elnök, Brazília államfője és kormányfője. Az elnök vezeti a szövetségi kormány végrehajtó hatalmát, és a brazil fegyveres erők főparancsnoka.
Az elnöki rendszert 1889-ben hozták létre, amikor a II. Péter brazil császár elleni katonai puccs keretében kikiáltották a köztársaságot. Azóta Brazíliának hat alkotmánya, három diktatúrája és három demokratikus időszaka volt. A demokratikus időszakokban a szavazás mindig kötelező volt. Brazília alkotmánya számos alkotmánymódosítással együtt meghatározza az elnök követelményeit, hatáskörét és felelősségét, hivatali idejét és a megválasztás módját.
A jelenlegi elnök Luiz Inácio Lula da Silva, aki korábban 2003 és 2010 között töltötte be az elnöki posztot. A 2022-es brazil általános választást követően választották meg elnöknek, és 2023. január 1-jén lépett hivatalba.